# Pisco (provincie)
Pisco is een provincie in de regio Ica in Peru. De provincie heeft een oppervlakte van 3.957 km² en heeft 135.735 inwoners (2015). De hoofdplaats van de provincie is het district Pisco; vier van de acht districten vormen samen de stad  (ciudad)  Pisco.
De provincie grenst in het noorden aan de provincie Chincha, in het oosten aan de regio Huancavelica, in het zuiden aan de provincie Ica en in het westen aan de Grote Oceaan.
In deze provincie bevindt zich het Inca-ruïnecomplex Tambo colorado.

## Bestuurlijke indeling
De provincie Pisco is onderverdeeld in acht districten, UBIGEO tussen haakjes:
- (110502) Huancano
- (110503) Humay
- (110504) Independencia
- (110505) Paracas
- (110501) Pisco, hoofdplaats van de provincie en deel van de stad (ciudad) Pisco
- (110506) San Andrés, deel van de stad (ciudad) Pisco
- (110507) San Clemente, deel van de stad (ciudad) Pisco
- (110508) Tupac Amaru Inca, deel van de stad (ciudad) Pisco

Chincha · Ica · Nazca · Palpa · Pisco